# Stammbach
Stammbach er en købstad (markt) i Landkreis Hof i den nordøstlige del af den bayerske regierungsbezirk Oberfranken i det sydlige Tyskland.

## Geografi
Kommunen, der ligger i den østlige ende af Frankenwald, består ud over Stammbach af 22 landsbyer og bebyggelser
| | | |  |
| - Abendhut - Förstenreuth - Gundlitz - Hartmannseinzel - Herrnschrot - Hohenbuchen - Höhlmühle - Kirschbaum | - Kropfeinzel - Kropfmühle - Loh - Metzlesdorf - Mittlereinzel - Obereinzel - Oelschnitz (Oelschnitz-Quelle) | - Querenbach - Reba - Röhrigeinzel - Steinfurth - Untereinzel - Weickenreuth - Wildenhof - Winklas |  |